# 1962年の日本公開映画
- 映画 > 映画の一覧 > 年度別日本公開映画 > 1962年の日本公開映画
- 映画 > 1962年の映画 > 1962年の日本公開映画

1962年の日本公開映画（1962ねんのにほんこうかいえいが）では、1962年（昭和37年）1月1日から同年12月31日までに日本で商業公開された映画の一覧を記載。作品名の右の丸括弧内は製作国を示す。
記載の凡例については年度別日本公開映画#凡例を参照

## 作品一覧
日本映画だけで399作品に上る。

### 1月
- 1日
  - 椿三十郎 （ 日本）
- 3日
  - サラリーマン清水港 （ 日本）
  - メキシコ無宿 （ 日本）
- 14日
  - 男と男の生きる街 （ 日本）
  - 女の座 （ 日本）
  - 乾杯!サラリーマン諸君 （ 日本）
  - 化身 （ 日本）
  - さよならの季節 （ 日本）
  - パリの旅愁（ アメリカ合衆国）
  - 夢でありたい （ 日本）
- 17日
  - 白銀に躍る（ 西ドイツ /  オーストリア）
- 21日
  - 雁の寺 （ 日本）
- 27日
  - 素晴らしき恋人たち （ フランス）
- 28日
  - サラリーマン権三と助十 （ 日本）
  - その場所に女ありて （ 日本）
- 30日
  - 情事 （ イタリア /  フランス）

### 2月
- 4日
  - 続新入社員十番勝負 サラリーマン一刀流 （ 日本）
- 10日
  - 明日ある限り （ 日本）
  - 銀座の若大将 （ 日本）
  - ママは二挺拳銃 （ アメリカ合衆国）
- 13日
  - 無法街の決闘 （ アメリカ合衆国）
- 15日
  - ポケット一杯の幸福 （ アメリカ合衆国）
- 21日
  - 四時の悪魔 （ アメリカ合衆国）
- 23日
  - 逃亡者 （ アメリカ合衆国）
- 25日
  - 蒙古の嵐（英語版） （ イタリア /  フランス）

### 3月
- 4日
  - 上を向いて歩こう （ 日本）
  - 銀座の恋の物語 （ 日本）
- 7日
  - 続サラリーマン清水港 （ 日本）
  - 旅愁の都 （ 日本）
- 8日
  - 殺陣師段平 （ 日本）
- 21日
  - 天草四郎時貞 （ 日本）
  - 恋と太陽とギャング （ 日本）
  - 妖星ゴラス （ 日本）
  - ワン、ツー、スリー/ラヴハント作戦 （ アメリカ合衆国）
- 24日
  - ファニー (1961年の映画)（英語版） （ アメリカ合衆国）

### 4月
- 1日
  - 女難コースを突破せよ （ 日本）
  - 娘と私 （ 日本）
- 7日
  - 穴（ フランス /  イタリア）
- 8日
  - キューポラのある街 （ 日本）
  - 青年の椅子 （ 日本）
- 17日
  - 牧場荒し（ アメリカ合衆国）[2]
- 18日
  - 座頭市物語 （ 日本）
- 20日
  - 私生活 （ フランス /  イタリア）
  - 尼僧ヨアンナ（ ポーランド）
- 22日
  - 太平洋のGメン （ 日本）
- 24日
  - 向う見ずの喧嘩笠 （ 日本）
- 27日
  - エル・シド （ イタリア /  アメリカ合衆国）
- 28日
  - 酋長ジェロニモ （ アメリカ合衆国）
  - ニュールンベルグ裁判 （ アメリカ合衆国）
- 29日
  - 社長洋行記 （ 日本）
  - どぶろくの辰 （ 日本）
  - 山河あり （ 日本）

### 5月
- 1日
  - 雲に向かって起つ （ 日本）
  - 激流に生きる男 （ 日本）
- 12日
  - サラリーマンどんと節 気楽な稼業と来たもんだ （ 日本）
  - 仲よし音頭 日本一だよ （ 日本）
  - ブルー・ハワイ （ アメリカ合衆国）
- 13日
  - 青い街の狼 （ 日本）
- 15日
  - フラワー・ドラム・ソング （ アメリカ合衆国）
- 16日
  - 源九郎義経 （ 日本）
  - 松本清張のスリラー 考える葉 （ 日本）
- 17日
  - 江山美人 （ イギリス領香港）
- 23日
  - 剣と十字架 （ アメリカ合衆国）
- 27日
  - 中山七里 （ 日本）
- 30日
  - ローマの恋 （ イタリア /  フランス /  西ドイツ）

### 6月
- 1日
  - 続・社長洋行記 （ 日本）
  - どぶ鼠作戦 （ 日本）
- 3日
  - 新悪名 （ 日本）
  - お吟さま （ 日本）
  - 背くれべ （ 日本）
- 9日
  - スーザンの恋 （ アメリカ合衆国）
- 10日
  - 赤い蕾と白い花 （ 日本）
  - 帰ってきた旋風児 （ 日本）
- 13日
  - ハスラー （ アメリカ合衆国）
  - 六頭の黒馬 （ アメリカ合衆国）
- 19日
  - 青い目の蝶々さん （ アメリカ合衆国）
- 20日
  - 幽霊島 （ イギリス）
- 24日
  - 警視庁物語 謎の赤電話 （ 日本）
- 29日
  - ボッカチオ'70 （ イタリア /  フランス）

### 7月
- 1日
  - 斬る （ 日本）
  - 黒の試走車 （ 日本）
- 7日
  - 高校生と女教師 非情の青春 （ 日本）
  - 重役候補生No.1 （ 日本）
- 14日
  - 日本一の若大将 （ 日本）
  - 昼下りの決斗 （ アメリカ合衆国）
  - 香港の星 （ 日本/ イギリス領香港）
- 29日
  - 喜劇 駅前温泉 （ 日本）
  - 警視庁物語 19号埋立地 （ 日本）
  - ニッポン無責任時代 （ 日本）

### 8月
- 1日
  - 2ペンスの希望 （ イタリア）
- 4日
  - リバティ・バランスを射った男 （ アメリカ合衆国）
- 11日
  - キングコング対ゴジラ （ 日本）
  - 私と私 （ 日本）
- 12日
  - かっこいい若者たち （ 日本）
  - 零戦黒雲一家 （ 日本）
  - 長脇差忠臣蔵 （ 日本）
  - 渡り鳥故郷へ帰る （ 日本）
- 14日
  - 空から星が降ってくる （ 西ドイツ /  オーストリア）
  - よろめき珍道中 （ アメリカ合衆国）
- 18日
  - 戦場を駈ける女 （ フランス /  イタリア /  スペイン）
- 25日
  - おとぎの世界旅行 （ 日本）
  - 恋愛専科 （ アメリカ合衆国）
- 29日
  - 突撃隊 （ アメリカ合衆国）

### 9月
- 1日
  - 巌窟王 （ フランス /  イタリア）
- 4日
  - 夢の渚 （ アメリカ合衆国）
- 8日
  - イタリア麦の帽子（ フランス）
- 9日
  - あすの花嫁 （ 日本）
  - 三百六十五夜 （ 日本）
  - 若くて、悪くて、凄いこいつら （ 日本）
- 12日
  - 世界残酷物語 （ イタリア）
- 15日
  - 箱根山戦争 （ 日本）
  - 夢で逢いましょ （ 日本）
- 16日
  - あした逢う人 （ 日本）
  - 剣に賭ける （ 日本）
  - 切腹 （ 日本）
  - 柳生武芸帳 独眼一刀流 （ 日本）
- 18日
  - ミサイル珍道中 （ アメリカ合衆国 /  イギリス）
- 22日
  - 青年 （ アメリカ合衆国）
  - 戦艦デファイアント号の反乱 （ イギリス）
  - ロリータ （ イギリス /  アメリカ合衆国）
- 26日
  - 終身犯 （ アメリカ合衆国）
- 29日
  - 新・狐と狸 （ 日本）
  - 放浪記 （ 日本）
  - ミンクの手ざわり （ アメリカ合衆国）
- 30日
  - 硝子のジョニー 野獣のように見えて （ 日本）
  - サラリーマン物語 敵は幾万ありとても （ 日本）
  - その夜は忘れない （ 日本）

### 10月
- 1日
  - ウンベルト・D （ イタリア）
- 6日
  - 決闘コマンチ砦 （ アメリカ合衆国）
- 12日
  - 続・座頭市物語 （ 日本）
- 13日
  - 荒野の3軍曹 （ アメリカ合衆国）
- 20日
  - やま猫作戦 （ 日本）
  - ロープ （ アメリカ合衆国）
  - 若い季節 （ 日本）
- 27日
  - ハタリ! （ アメリカ合衆国）

### 11月
- 1日
  - 秦・始皇帝 （ 日本）
  - 野いちご （ スウェーデン）
  - 風神雷神 （ 日本）
- 2日
  - お坊主天狗 （ 日本）
  - ギャング対Gメン （ 日本）
- 3日
  - 金門島にかける橋 （ 日本/ 台湾）
  - 続・新悪名 （ 日本）
  - 忠臣蔵 花の巻・雪の巻 （ 日本）
- 9日
  - 渇いた太陽 （ アメリカ合衆国）
- 17日
  - 宮本武蔵 般若坂の決斗 （ 日本）
  - 若ざくら喧嘩纏 （ 日本）
- 18日
  - 女の一生 （ 日本）
  - 秋刀魚の味 （ 日本）
  - 私は二歳 （ 日本）
- 22日
  - 死んでもいい （ アメリカ合衆国 /  ギリシャ王国）
- 23日
  - 河のほとりで （ 日本）
  - 監獄ロック （ アメリカ合衆国）
  - ぶらりぶらぶら物語 （ 日本）
- 27日
  - 奴隷戦艦 （ イギリス）
- 28日
  - 夜 （ イタリア /  フランス）
- 29日
  - 西部開拓史 （ アメリカ合衆国）

### 12月
- 1日
  - 危いことなら銭になる （ 日本）
  - 忍びの者 （ 日本）
  - 野いちご （ スウェーデン）
- 2日
  - 気球船探険 （ アメリカ合衆国）
- 8日
  - 暗黒街の牙 （ 日本）
- 15日
  - 史上最大の作戦 （ アメリカ合衆国）
- 19日
  - 太陽はひとりぼっち （ イタリア /  フランス）
- 21日
  - ジャンボ （ アメリカ合衆国）
- 22日
  - 戦艦バウンティ （ アメリカ合衆国）
  - 隊長ブーリバ （ アメリカ合衆国）
- 23日
  - 喜劇 駅前飯店 （ 日本）
  - ニッポン無責任野郎 （ 日本）
- 26日
  - 花と竜 （ 日本）
- 29日
  - アレクサンドル・ネフスキー （ ソビエト連邦）